# غريغ رينولدز
غريغ رينولدز (بالإنجليزية: Greg Reynolds)‏ هو لاعب كرة قاعدة أمريكي، ولد في 3 يوليو 1985 في كاليفورنيا في الولايات المتحدة.

## وصلات خارجية
- غريغ رينولدز على موقع دوري كرة القاعدة الرئيسي (الإنجليزية)
- غريغ رينولدز على موقع الدوري الياباني لكرة القاعدة (الإنجليزية)
- غريغ رينولدز على موقعبيزبول رفرنس.كوم (الدوري الرئيسي) (الإنجليزية)
- غريغ رينولدز على موقعبيزبول رفرنس.كوم (الدوري الثانوي) (الإنجليزية)
- غريغ رينولدز على موقع إي إس بي إن.كوم (أم.أل.بي) (الإنجليزية)
- غريغ رينولدز على موقع مشجعي الرسوم البيانية (الإنجليزية)